# Miguel Iglésias
José Miguel Mafra lglésias (Figueira da Foz, 29 de julho de 1983), geralmente conhecido como Miguel Iglésias, é um político português. É deputado do PS à Assembleia da República pelo círculo da Madeira.
Foi chefe de gabinete de Paulo Cafôfo na Câmara Municipal do Funchal, sendo vice-presidente do partido do PS-Madeira.
Em setembro de 2019, foi eleito deputado regional na Assembleia Legislativa da Madeira nas eleições legislativas regionais, assumindo a liderança do grupo parlamentar do PS-Madeira.
A 28 de setembro de 2021, deixou a liderança do grupo parlamentar, na sequência da demissão de Paulo Cafôfo, permanecendo como deputado.

### XV Legislatura
A 30 de janeiro de 2022, Miguel Iglésias foi eleito deputado pelo PS para a Assembleia da República pelo círculo eleitoral da Madeira.